# Mauzoleum Mazor
Mauzoleum Mazor (hebrejsky: מאוזוליאום מזור) je jednou z nejzachovalejších římských staveb v Izraeli, nacházející se u El'adu. Bylo postaveno pro významného Římana a jeho manželku ve 3. století, a přestože jejich identita není známá, uvnitř mauzolea jsou stále patrné pozůstatky dvou sarkofágů. Jedná se o jedinou budovu z římského období v Izraeli, která se dochovala kompletně zachovaná.
V období pozdní antiky přistavěli muslimové k jižní straně mauzolea modlitební výklenek, udávající směr Mekky, a budova se stala posvátným muslimským místem, známým jako Makam Nebe Džihja‎. Díky této posvátnosti zůstala budova zachována následující staletí.